# Étormay
Étormay est une commune française située dans le département de la Côte-d'Or, en région Bourgogne-Franche-Comté.

## Géographie
Étormay, canton de Baigneux-les-Juifs, arrondissement de Châtillon-sur-Seine, département de la Côte-d'Or, est situé sur le versant nord de l'une des ramifications du plateau de Langres, séparant la vallée de la Laigne supérieure de la vallée de l'Armançon.
Situé à l'extrémité sud du plateau de Jours l'ensemble du territoire est ondulé et dominé par la colline du Faye d'une altitude de 407 mètres. Sa superficie est de 1 259 hectares, dont 150 hectares de bois. Les principaux lieux-dits sont : le Faye – Combe-Geoffroy – la Peute Montagne – la Grande Fontaine – le Tremblois – En l'Etang – la Motte – Messire – Demis – les Fontenelles – Chantremoine – la Contose – l'Etang-neuf – le Champ Vadenas – le Bois Monsieur – la Voie d'Esselot – la Pacorbe – la Mangeotte – la Vesvres. Notons qu'Étormay n'a qu'une seule ferme isolée, le champ du Moustier, à trois kilomètres au nord-est du village.

### Hydrographie
À l'est du territoire communal et à quatre kilomètres de sa source la Haute-Laigne (ou ruisseau de Marcennay) y reçoit de nombreuses sources : les Fontenelles, la Contose, la Combe du Seuil, Messire Denis, Chancenois, Saint-Martin, et Sainte-Apolline. Les deux dernières avaient autrefois une grande célébrité : on venait de fort loin tremper les langes des petits enfants malades dans les eaux du Creux Saint-Martin et par temps de grande sécheresse, la statue de sainte Apolline était descendue en grande cérémonie dans les eaux de la source de ce nom.

### Climat
Pour des articles plus généraux, voir Climat de la Bourgogne-Franche-Comté et Climat de la Côte-d'Or.
En 2010, le climat de la commune est de type climat des marges montargnardes, selon une étude du Centre national de la recherche scientifique s'appuyant sur une série de données couvrant la période 1971-2000. En 2020, Météo-France publie une typologie des climats de la France métropolitaine dans laquelle la commune est exposée à un climat océanique altéré et est dans la région climatique  Lorraine, plateau de Langres, Morvan, caractérisée par un hiver rude (1,5 °C), des vents modérés et des brouillards fréquents en automne et hiver. 
Pour la période 1971-2000, la température annuelle moyenne est de 9,9 °C, avec une amplitude thermique annuelle de 16,7 °C. Le cumul annuel moyen de précipitations est de 911 mm, avec 12,7 jours de précipitations en janvier et 8,5 jours en juillet. Pour la période 1991-2020, la température moyenne annuelle observée sur la station météorologique de Météo-France la plus proche, « Montbard_sapc », sur la commune de Montbard à 18 km à vol d'oiseau, est de 11,4 °C et le cumul annuel moyen de précipitations est de 853,5 mm,. Pour l'avenir, les paramètres climatiques de la commune estimés pour 2050 selon différents scénarios d'émission de gaz à effet de serre sont consultables sur un site dédié publié par Météo-France en novembre 2022.

## Urbanisme

### Typologie
Au 1er janvier 2024, Étormay est catégorisée commune rurale à habitat dispersé, selon la nouvelle grille communale de densité à 7 niveaux définie par l'Insee en 2022.
Elle est située hors unité urbaine. Par ailleurs la commune fait partie de l'aire d'attraction de Montbard, dont elle est une commune de la couronne,. Cette aire, qui regroupe 34 communes, est catégorisée dans les aires de moins de 50 000 habitants,.

### Occupation des sols
L'occupation des sols de la commune, telle qu'elle ressort de la base de données européenne d’occupation biophysique des sols Corine Land Cover (CLC), est marquée par l'importance des territoires agricoles (83,1 % en 2018), une proportion identique à celle de 1990 (83,1 %). La répartition détaillée en 2018 est la suivante : terres arables (79,3 %), forêts (16,9 %), prairies (3,7 %). L'évolution de l’occupation des sols de la commune et de ses infrastructures peut être observée sur les différentes représentations cartographiques du territoire : la carte de Cassini (XVIIIe siècle), la carte d'état-major (1820-1866) et les cartes ou photos aériennes de l'IGN pour la période actuelle (1950 à aujourd'hui).

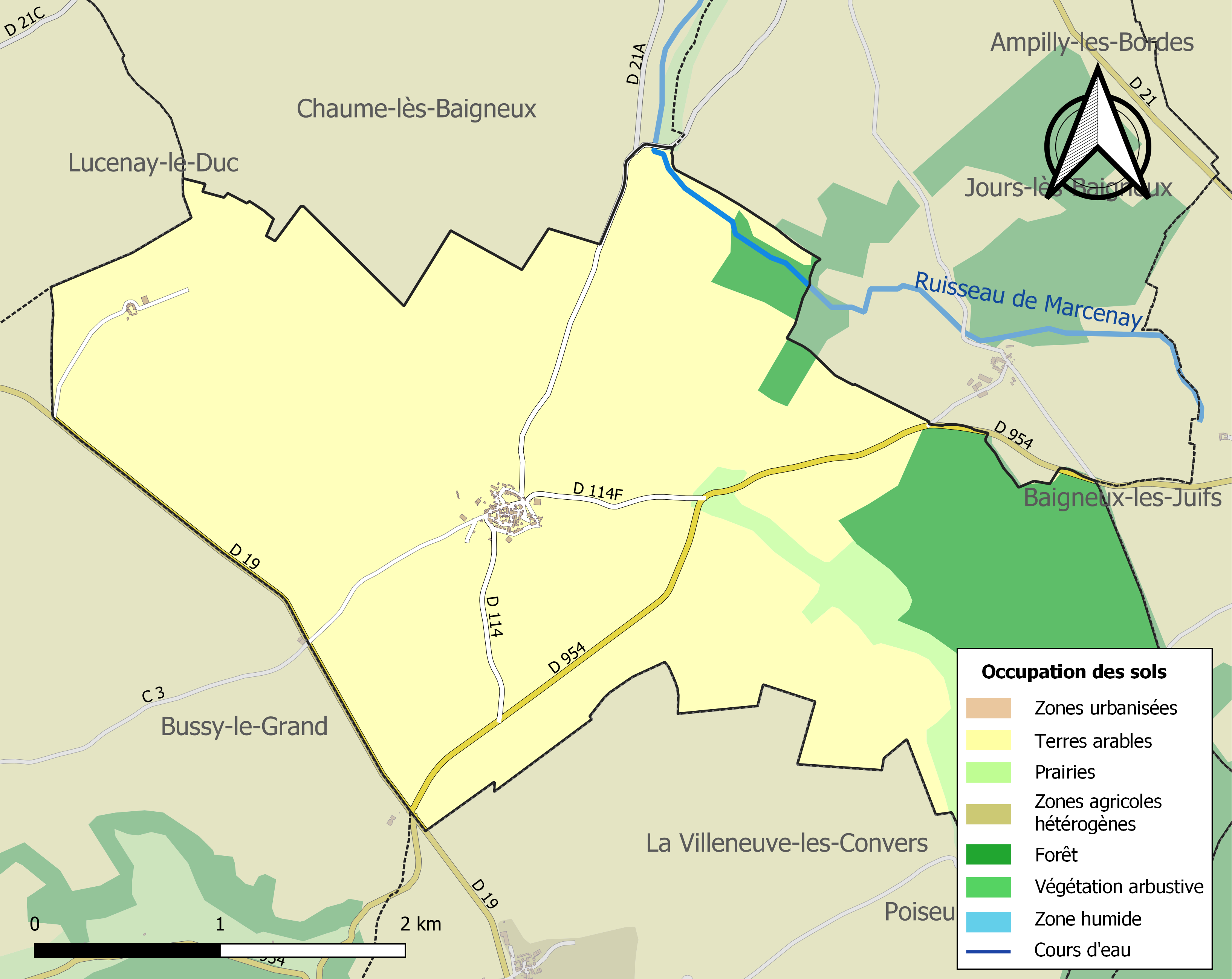
Carte des infrastructures et de l'occupation des sols de la commune en 2018 (CLC).

## Toponymie
Il fut appelé Stolmarum en 875 (toponyme dérivé d'un homme gaulois Stolmaru), Grangia de Stormer en 1198, Estormer et enfin  Étormay en 1604.

## Histoire

### Préhistoire et Antiquité
De nombreux vestiges allant du néolithique à la période gallo-romaine attestent d'une occupation très ancienne du territoire. On peut retenir également ses buttes celtiques ainsi que ses curiosités naturelles. En effet, le territoire du village n'est pas indigne de l'attention de l'archéologue. Sur divers points, notamment en la Pacorbe, Combe-Geoffroy, la Motte, la Mangeotte, la charrue met au jour des débris de villas romaines. On a découvert en Chantremoine de nombreux tombeaux gallo-romains en calcaire blanc, ornés de stries longitudinales, dans lesquels on a trouvé des débris de fers de lances et autres débris d'armes. Plusieurs voies romaines traversaient le finage : l'une, la voie d'Alise à Langres, sépare, au bas du Multiaux, le territoire de Lavilleneuve de celui d'Étormay ; la seconde, venant de Lucenay est visible au Grand-bas du champ du Moustier et au Tremblois ; enfin on en suit une troisième sortant de Chaume, assez bien conservée depuis le Grand Étang jusqu'au bas du Tremblois ; elle rencontrait la seconde un peu plus loin et se dirigeait par Chantremoine sur la voie d'Alise à Langres.

### Moyen Âge
Au IXe siècle, Étormay est une villa du domaine royal, bâtie sur les ruines de fermes gallo-romaines, détruites par les barbares. Donnée par Charles-le-Chauve en 875 à Arnulf, abbé du monastère Saint-Martin d'Autun, elle devient grange monacale cédée avec les terres environnantes, plaines et forêts, pâturages et usages, en 1169, à Bernard, abbé de Fontenay, par les religieux d'Autun, moyennant une redevance annuelle de quatre muids et demi de froment, mesure d'Autun (1 muid vaut environ 37 hectolitres). Fontenay établit au champ du Moustier une colonie de religieux. Sous leur direction, Étormay devint une véritable ferme modèle successivement agrandie par les dons du clergé, des seigneurs et du peuple : Hugues III, duc de Bourgogne, Renaudin de Bussy, Hugues, Jean et Gauthier de Mont-Saint-Jean, Hugues de Thil, Guillaume Buro, Raymond de Lucenay, Hubert, chevalier de Maisey et Hodierne sa femme, Ermengarde de Bussy, occupent les premiers rangs parmi les bienfaiteurs d'Étormay.
Droits de l'abbé de Fontenay :
- Haute, moyenne et basse justice, chasse, pêche dans la rivière d'Étormay et de Cessey. En 1300, Raoul, seigneur de Bussy et l'abbé Renaud, se promettent de ne pas pendre à leurs fourches leurs hommes quand même ils auraient commis des crimes sur les territoires de Bussy, Lavilleneuve et Etormay.
- Un four banal dans lequel les habitants sont tenus de cuire leur pain et de payer pour ce droit de fournage, de vingt livres de pain, une. (Ce four a été démoli et les matériaux ont servi à bâtir un lavoir près du Creux Saint-Martin).
- Lods des ventes de fonds du finage à raison de vingt deniers par livre. Droit seigneurial très productif qui s'appliquait lors de la vente d'un bien roturier tenu en censive.
- Corvée : tous les laboureurs sont tenus à faire chaque année, à la première réquisition, un jour de corvée de charrue.
- Chaque habitant tenant feu paye annuellement au jour de Saint André 2 poules, 17 sols, 4 deniers pour droit de feu et d'usage dans les bois communaux.
- Droit de dîme à :
  - La Vesvre, le Faye, Renson, Combe des Harragnes, sous les murs, champ Cordier, la Mangeotte, sur la Grand Fontaine, Chantremoine, à raison de vingt et une gerbes, deux.
  - sur les contrées des Fontenelles, le pré Robard, Belle-comme, derrière le Tremblois, le pré Maitrot, l'Erable, la Pacorbe, à raison de dix-sept gerbes, une.
  - sur la Motte, la Fontaine aux Chiens, Parois, de douze gerbes, une.
  - la dîme de laine se percevait à raison de vingt livres, une et celle des agneaux également de 20, un.
- Cens :	
  - Dix-sept livres sur les terres, prés et chènevières de l'enclos payables à la Saint-André
  - Trois livres sur le pré des Lochères au-dessus de l'étang
  - Trente sols sur le pré des Fontenelles, dit l'étang du milieu
  - Menu cens de un denier par journal sur toutes les terres de l'enclos.
  - Cinq mesures de froment, six mesures d'avoine (mesure de Baigneux, c'est-à-dire un double décalitre, cinq litres 86 centilitres) et 12 deniers en argent sur12 journaux de Combe Geoffroy moyennant quoi cette pièce de terre est franche de dîme.

Toutes ces redevances primitivement acquittées directement à Fontenay sont source de nombreux procès. Pour s'en débarrasser les religieux chargent un homme d'Étormay de les percevoir moyennant redevance. Outre ces droits affermés, l'abbé de Fontenay possède à Étormay divers biens vendus à la Révolution :
- une pièce de terre et de pré de 60 journaux appelée le Grand Etang ;
- au Chancenois 2/3 de soiture, 1/2 tiers et cinq perches et demie ;
- une chènevière au grand Curtil contenant 1/2 journal et 1/2 perche ;
- 10 journaux en Belle-Comme ;
- un bois au Tremblois : ces propriétés sont vendues à Semur le 19 avril 1791 à M. Lazare Blandin d'Étormay pour la somme de seize mille cinq cents livres) ;
- une pièce de terre et pré située au Vaudage d'Étormay contenant 10 journaux (vendue le 19 avril 1791 à  Jean Leclerc jardinier demeurant à Chaume pour 3 050 livres) ;
- bois de l'Étang Neuf, dis bois Monsieur, de la contenance de 98 arpents un tiers (vendu le 23 mars 1809 à M. Nicolas Rolle de Chaume pour la somme de 38 500 f).

De nombreux serfs se groupent autour des moines et les aident à exploiter leur magnifique domaine. Chaque colon a en propre une maison et un jardin dont l'ensemble forme le village. De vastes espaces couverts de bois et de broussailles sont essartés, défrichés ; trois étangs, deux moulins sont construits sur la Laignes entre Cessey et Jours. Outre son étendue actuelle, Étormay comprend Cessey, réuni à Jours, et une grande contrée dite le Vaudage de Chaume, réunie à cette commune pendant la Révolution.
Au XIVe siècle, commence la série des baux qui fait passer le fief monacal aux mains des colons. Ces transactions à cens annuel perpétuel, faites à des prix vraiment dérisoires (deux ou trois deniers par arpent) se prolongent jusqu'à la fin du XVIe siècle.
C'est en avril 1164, que le pape Alexandre III, réfugié en France, confirme par une bulle, le patronage de l'abbaye de Saint-Martin d'Autun sur l'église paroissiale d'Etormet : Ecclesiam Stomaro.

### Époque moderne
Le mur et le chemin de ronde établis dans la seconde moitié du XVIe siècle pour se préserver des pillards existent encore sauf les portes aux montants sculptés devenues la proie des propriétaires. Vers le milieu du XVIIe siècle, Étormay est érigé en paroisse. Il est pays franc, de la généralité et parlement de Dijon, bailliage de la Montagne, Intendance de Bourgogne, subdélégation et grenier à sel de Montbard ; sous le rapport ecclésiastique il dépend du diocèse d'Autun, archidiaconé de Flavigny, archiprêtré de Duesmes. En 1669, le 15 mai, les habitants obtiennent du Parlement de Dijon, contre les religieux, le droit d'avoir un prêtre à demeure entretenu par Fontenay.

### Époque contemporaine
La cure d'Étormay possédait une grande quantité d'immeubles de fondation. La Révolution laisse au curé pour le demi-arpent réglementaire : 2 parcelles de jardin touchant au presbytère, 33 perches de chènevières au Grand-Curtil et une soiture de pré aux Vergerots. Le reste est vendu à Semur le 21 septembre 1791 à M. Rouhier, curé d'Étormay, pour la somme de dix mille livres. Le maximum de la population d'Étormay paraît avoir été atteint à cette époque. Alors que le recensement accusait alors 200 habitants, il n'en compte plus que 132 en 1888.

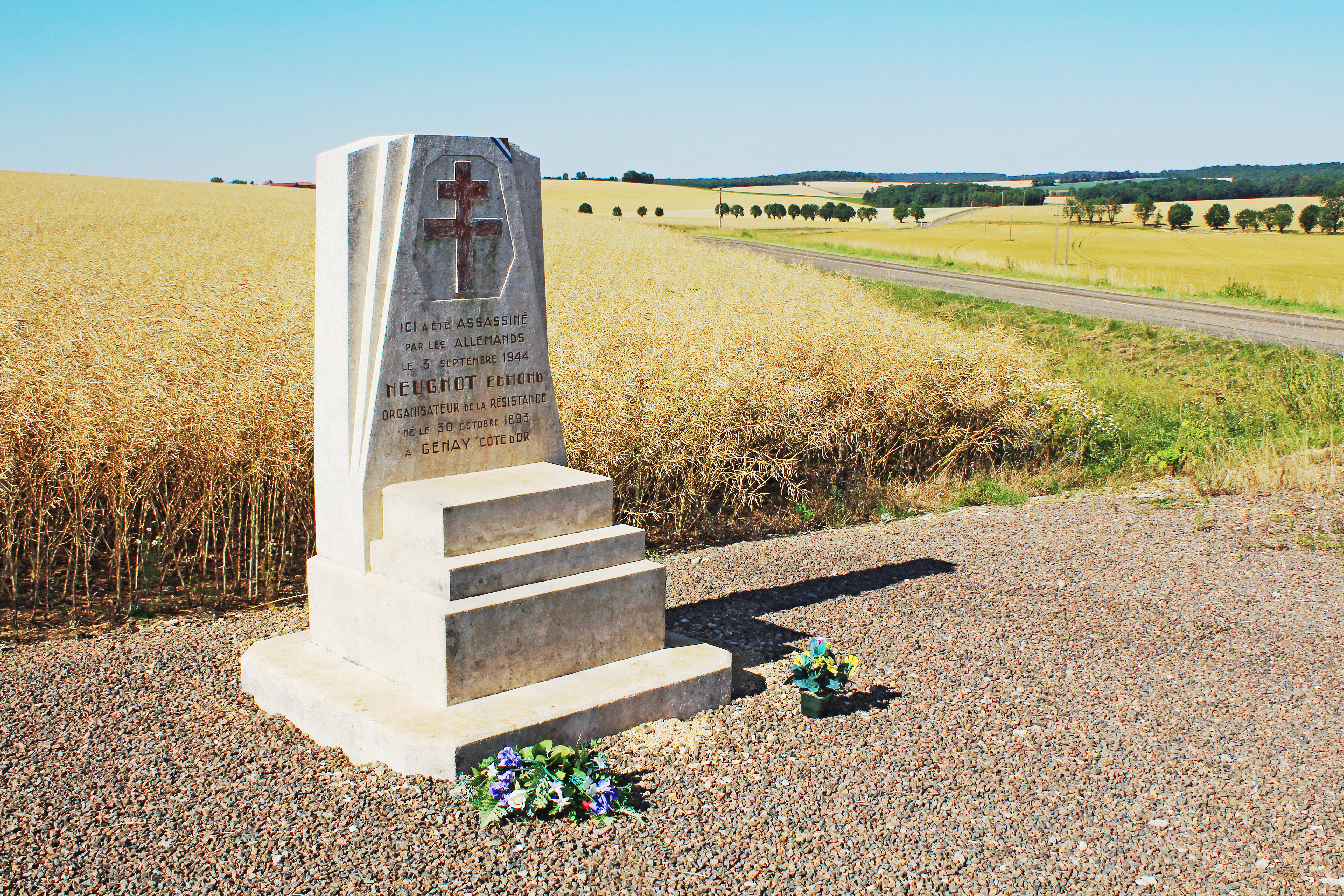
Monument à la mémoire du résistant Edmond Neugnot au carrefour de la Croix-Pingenet.

Le sol d'Étormay léger, calcaire et pierreux, est d'une grande fertilité et produit des herbages excellents. Aussi le labourage et le pâturage (élevage du mouton surtout) sont depuis longtemps en honneur à Étormay Ses habitants étaient désignés dans la montagne par le sobriquet « Le prétou d'arjan ». « Une voiture n'aurait pu contenir assez de liens pour attacher les vaches que les gens d'Étormay avait en cheptel dans la Montagne. » (Clément Janin).
Si le travail et l'économie étaient des vertus habituelles à Étormay, l'intelligence ne devait pas dominer si l'on en croit les gens de la Montagne qui désignaient leurs voisins d'Étormay par les noms « Lé-cola, les Jean-Jean, les imbécile, lé greple ». Ce mot est probablement une altération de Greg ou Grecq, nom « une fée mangeuse d'enfants qui habitait la grotte d'où sort la belle source de la Coquille à Etalente. Il y a peu d'années encore, on allait jeter à cette ogresse du pain et des gâteaux pour la rendre favorable. Dans le pays, pour peu que la femme fût un peu greigne et une taille élevée, on la surnommait la grande grecque. » (Clément Janin).

## Politique et administration
| Période                                  | Période  | Identité       | Étiquette | Qualité     |
| ---------------------------------------- | -------- | -------------- | --------- | ----------- |
| vers 1970                                |          | Paul Saussier  |           |             |
| mars 1986                                | 2001     | Charles Lepy   | DVD       | Agriculteur |
| mars 2001                                | 2014     | Denis Lepy     | DVD       | Agriculteur |
| 2014                                     | En cours | François Moyot |           |             |
| Les données manquantes sont à compléter. |          |                |           |             |

Etormay appartient :
- à l'arrondissement de Montbard,
- au canton de Châtillon-sur-Seine et
- à la communauté de communes du Pays Châtillonnais.

## Démographie
L'évolution du nombre d'habitants est connue à travers les recensements de la population effectués dans la commune depuis 1793. Pour les communes de moins de 10 000 habitants, une enquête de recensement portant sur toute la population est réalisée tous les cinq ans, les populations de référence des années intermédiaires étant quant à elles estimées par interpolation ou extrapolation. Pour la commune, le premier recensement exhaustif entrant dans le cadre du nouveau dispositif a été réalisé en 2005.

En 2022, la commune comptait 66 habitants, en évolution de −2,94 % par rapport à 2016 (Côte-d'Or : +0,82 %, France hors Mayotte : +2,11 %).
| 1793 | 1800 | 1806 | 1821 | 1831 | 1836 | 1841 | 1846 | 1851 |
| ---- | ---- | ---- | ---- | ---- | ---- | ---- | ---- | ---- |
| 199  | 175  | 186  | 164  | 186  | 192  | 183  | 182  | 168  |

| 1856 | 1861 | 1866 | 1872 | 1876 | 1881 | 1886 | 1891 | 1896 |
| ---- | ---- | ---- | ---- | ---- | ---- | ---- | ---- | ---- |
| 172  | 161  | 142  | 137  | 124  | 115  | 132  | 107  | 115  |

| 1901 | 1906 | 1911 | 1921 | 1926 | 1931 | 1936 | 1946 | 1954 |
| ---- | ---- | ---- | ---- | ---- | ---- | ---- | ---- | ---- |
| 114  | 99   | 105  | 97   | 109  | 111  | 116  | 97   | 100  |

| 1962 | 1968 | 1975 | 1982 | 1990 | 1999 | 2005 | 2006 | 2010 |
| ---- | ---- | ---- | ---- | ---- | ---- | ---- | ---- | ---- |
| 84   | 70   | 71   | 75   | 53   | 47   | 58   | 60   | 79   |

| 2015 | 2020 | 2022 | - | - | - | - | - | - |
| ---- | ---- | ---- | - | - | - | - | - | - |
| 70   | 68   | 66   | - | - | - | - | - | - |

## Culture locale et patrimoine

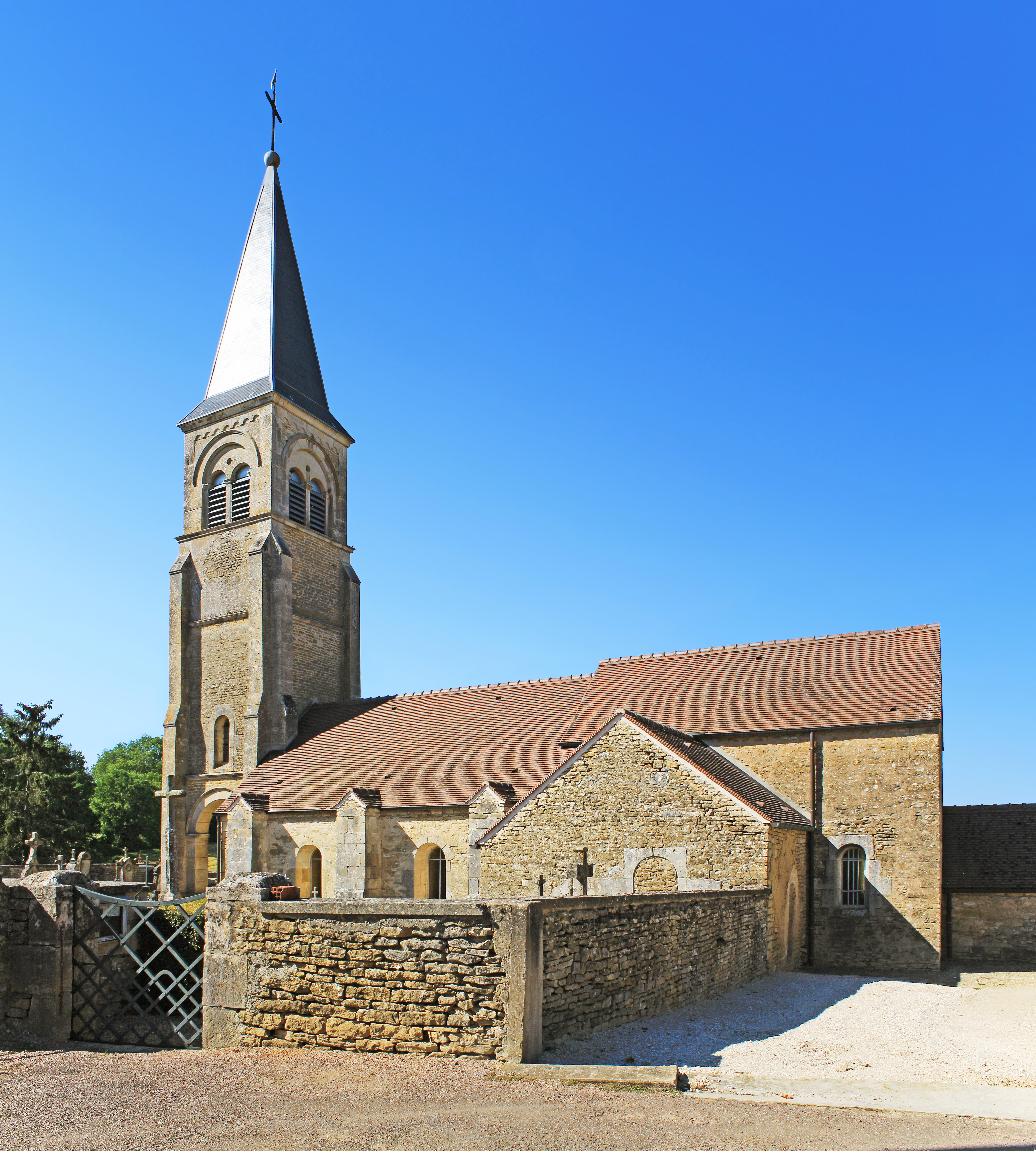
Église Saint-Martin dans son enclos paroissial.

### Lieux, monuments et pôles d'intérêt
En 2016, la commune n'a pas de monument classé à l'inventaire des monuments historiques, elle compte 17 monuments ou édifices et 24 objets répertoriés à l'IGPC (inventaire général du patrimoine culturel).
- Plusieurs maisons et de nombreuses croix sur la commune sont répertoriées à l'IGPC.
- L'église Saint-Martin construite selon un plan en croix latine se compose d'une nef, d'un chœur et de deux autels, chacun d'un côté de la nef ; elle a été en grande partie reconstruite de 1692 à 1700, le chœur restauré en 1839 et un clocher-porche bâti en 1861 (IGPC 1990)[21]. Le presbytère, complètement restauré en 1869, date de la fin du XVIIe siècle[22].
- Fontaine Sainte-Appoline de 1844 (IGPC 1990)[23] et lavoir construit un peu plus tard (IGPC 1990)[24].
- Mairie de 1836 (IGPC 1990)[25].

### Héraldique
| Blason de Étormay | Blason  | Parti : au 1er d'azur à deux bars adossés d'argent surmontés d'une fleur de lis d'or, au 2e coupé au I d'argent au lavoir du lieu (fontaine Sainte-Apolline) d'or, ouvert et maçonné de sable, essoré de tenné, au II bandé d'or et d'azur et à la bordure de gueules. |
| Blason de Étormay | Détails | Le statut officiel du blason reste à déterminer. |